# Кароліна Катарина Мюллер
Кароліна Катарина Мюллер (нім. Caroline Catharina Müller; 31 липня 1964, Осс, Північний Брабант, Нідерланди), більш відома як C. C. Catch — німецька співачка в стилях поп і диско.

## Життєпис

### Ранні роки

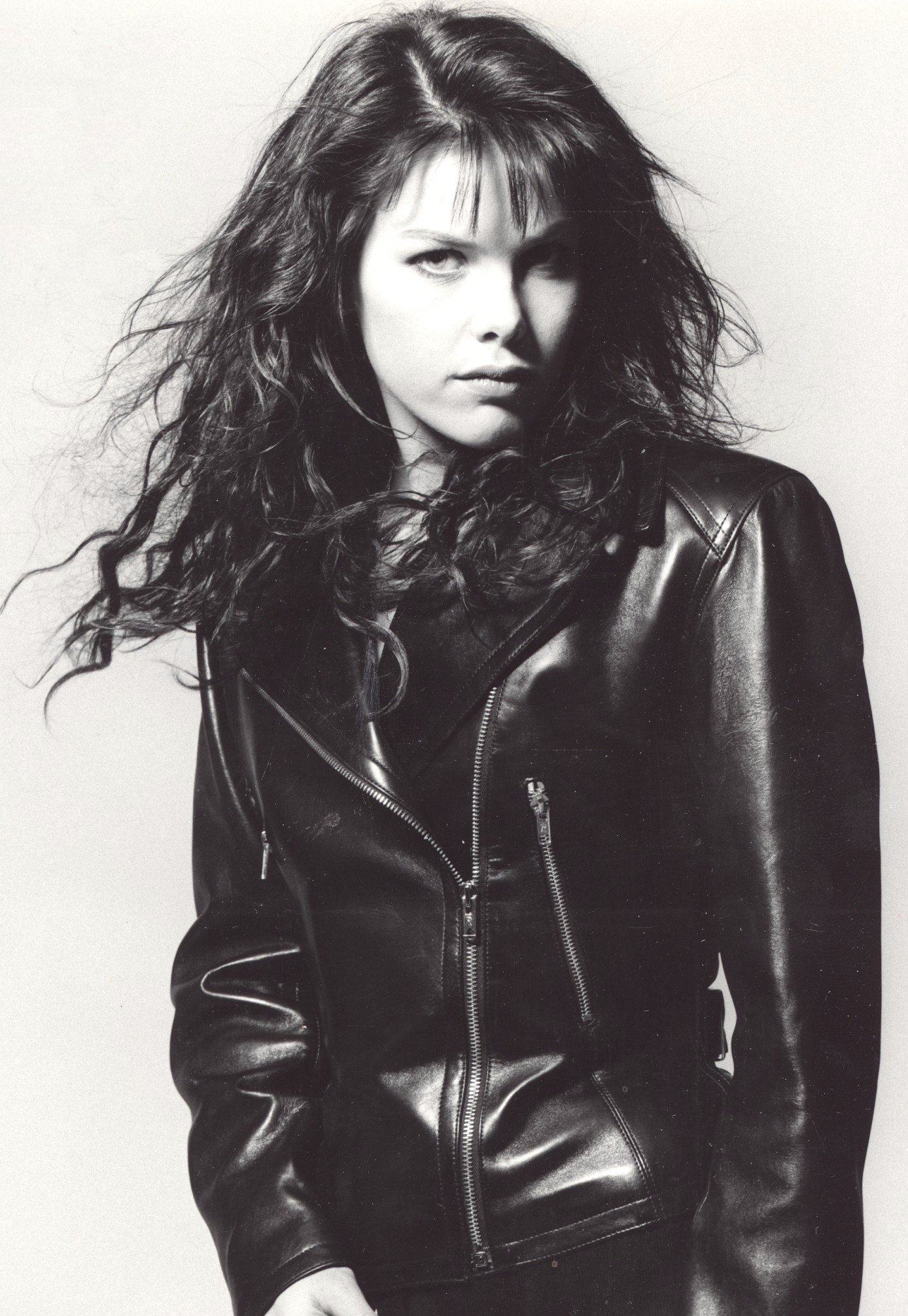
C. C. Catch 1989 року

Народилася 31 липня 1964 року в місті Осс (Північний Брабант, Нідерланди). Батько Юрген, за національністю німець, довгий час не мешкав із родиною і майже до 14 років Кароліна проживала з матір'ю Коррі, громадянкою Нідерландів. 1979 року її сім'я переїхала до міста Бюнде, ФРН, після того, як батько повернувся до сім'ї. Закінчивши школу, Кароліна навчалася на дизайнера та працювала на швейній фабриці.

### Музика
Після знайомства з музичним гуртом у Бюнде Кароліна вирішує стати співачкою. Величезну допомогу в цьому надав їй батько, який заради досягнення мети дочки заснував музичне агентство «Орбіта». З 1980 року Кароліна вже виступала в жіночій попгрупі «Optimal». Батьки підтримували її бажання стати відомою співачкою.

### Співпраця з Дітером Боленом
1985 року, після виступу «Optimal» на музичному конкурсі під Гамбурґом, німецький композитор і член гурту «Modern Talking» Дітер Болен зацікавився її голосом, і того ж дня запросив до себе на студію для прослуховування. Незабаром співачка підписала з ним контракт. Дітер Болен став продюсером Кароліни, придумав їй псевдонім C. C. Catch, писав для неї тексти пісень. Із цього часу вона стала популярною. Конфлікт стався, коли Кароліна захотіла змінити стиль і стати авторкою пісень — 1989 року з Дітером довелося припинити співпрацю.
Кароліна Мюллер вибрала собі псевдонім C. C. Catch, де два «С» — ініціали її імен. Улітку 1985 року, у день народження співачки, пісня «I Can Lose My Heart Tonight» вийшла як її дебютний синґл, ставши хітом у Європі. За рік вийшов її перший альбом «Catch the Catch», на обкладинці якого був зображений її улюблений кіт.
Наприкінці 1986 року вийшов альбом «Welcome to the Heartbreak Hotel», 1987 р. — «Like a Huricane», потім «Big Fun» (1988). Цього ж року Кароліна посварилася з Боленом та розірвала контракт. Болен вимагав права на її сценічний псевдонім, але суд вирішив справу на користь співачки. Кароліна виїхала до Англії, де співпрацювала з різними продюсерами. За деякий час почала співпрацювати з колишнім менеджером Джорджа Майкла і випустила шостий, останній студійний альбом. Після цього Кароліна залишила музичну індустрію на декілька років, вийшла заміж за свого вчителя медитації, малює і подорожує.

### Робота в Англії
Напередодні новорічного телевізійного шоу в Іспанії Кароліна Мюллер зустрілася зі Симоном Непір Беллом (ексменеджер Джорджа Майкла з «Wham!»). Симон був зацікавлений у роботі з нею і незабаром став її менеджером. Новий контракт уклали з лейблом «PolyGram» («Metronome»). Новий альбом «Hear What I Say» готували з новими продюсерами, серед них — Енді Тейлор (колишній Duran Duran), Дейв Клейтон (працював із Джорджем Майклом і U2) і Джо Дворніак. Із цього альбому 1989 року вийшов синґл «Big Time», який посів 25-у позицію в чартах.

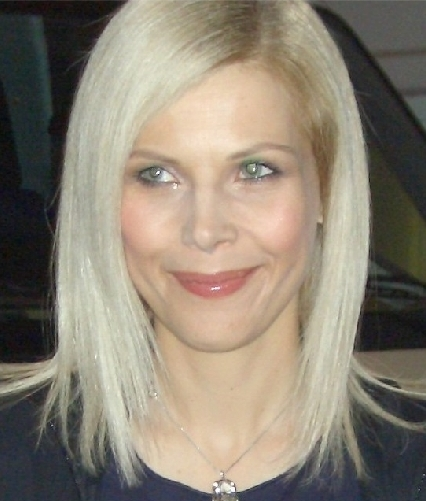
C. C. Catch у 2006 р.

Тоді ж BMG випустила синґл «Baby I Need Your Love» разом зі збірником «Classics». Дітер Болен здійснив реліз її синґлу «Good Guys Only Win In Movies». Кароліна одночасно випустила свій наступний синґл «Midnight Hour».
Альбом «Hear What I Say» було випущено наприкінці 1989 року. Продажі цього альбому перевищили продажі попередніх двох («Big Fun» та «Diamonds»).
Невдовзі співачка C. C. Catch залишила лейбл «Metronome» для творчої перерви. Вона почала писати власні пісні.
1998 року C. C. Catch погодилася записати кілька композицій на BMG для нової збірки «Best Of 98». Так було випущено два синґли — «C. C. Catch Megamix ’98» і «I Can Lose My Heart Tonight ’99».

### Повернення на сцену
У 2001-2003 рр. вирішила повернутися на сцену. Вона знову мешкає в Німеччині, де й записала свій новий синґл «Shake Your Head 2003» із «Savage Productions». 2010 року Кароліна випустила синґл «Unborn Love» із Хуаном Мартінесом.

## Дискографія

### Альбоми
- 1986 «Catch The Catch» (#6-Німеччина, #7-Бельгія, #2-Югославія, #8-Швейцарія)
- 1986 «Welcome To The Heartbreak Hotel» (#28-Німеччина, #15-Бельгія, #21-Норвегія, #14-Югославія)
- 1987 «Like A Hurricane» (#30-Німеччина, #2-Югославія)
- 1988 «Big Fun» (#53-Німеччина, #40-Бельгія, #22-Югославія)
- 1989 «Hear What I Say» (#75-Німеччина)

### Синґли
- 1985 «I Can Lose My Heart Tonight» (#19-Швейцарія)
- 1986 «'Cause You Are Young» (#9-Німеччина, #2-Бельгія, #1-Югославія, #8-Швейцарія)
- 1986 «Strangers By Night» (#9-Німеччина, #3-Югославія, #11-Швейцарія)
- 1986 «Heartbreak Hotel» (#8-Німеччина, #9-Югославія, #13-Швейцарія)
- 1986 «Heaven And Hell» (#3-Німеччина, #8-Норвегія, #47-Бельгія, #2-Югославія, #1-Швейцарія)
- 1987 «Are You Man Enough» (#20-Німеччина, #9-Югославія, #18-Швейцарія)
- 1987 «Soul Survivor» (#17-Німеччина, #96-Англія, #3-Югославія)
- 1987 «Good Guys Only Win In Movies»
- 1988 «House Of Mystic Lights» (#22-Німеччина, #1-Югославія)
- 1988 «Backseat Of Your Cadillac» (#10-Німеччина, #12-Югославія)
- 1988 «Nothing But A Heartache» (#1-Німеччина, #1-Югославія)
- 1988 «Summer Kisses» (#30-Югославія)
- 1988 «Baby I Need Your Love»
- 1989 «Big Time» (#26-Німеччина)
- 1989 «The Decade 7» Remix« (Іспанія)
- 1989 „The Decade 12“ Remix» (Іспанія)
- 1990 «The Decade Remixes» (Іспанія)
- 1989 «Midnight Hour»
- 1998 «Soul Survivor '98» (#1-Перу, #8-Іспанія)
- 1998 «C. C. Catch Megamix ’98» (#33-Німеччина)
- 1998 «I Can Lose My Heart Tonight ’98» (#72-Німеччина)
- 2003 «Shake Your Head 2003» (#34-Англійський танцювальний чарт, #8-Норвегія, #19-Бельгія)
- 2003 «Silence» (feat. Leela) (#86-Росія, #47-Німеччина)
- 2009 «Believe in love»
- 2010 «Unborn Love» (feat. Juan Martinez) (#5-Іспанія)

### Збірники
- 1988 «Diamonds — Her Greatest Hits»
- 1988 «Strangers By Night»
- 1989 «Classics»
- 1989 «Super 20»
- 1989 «Super Disco Hits»
- 1991 «Star Collection — Back Seat Of Your Cadillac»
- 1994 «Backseat Of Your Cadillac»
- 1998 «Best Of '98»
- 2000 «The Best Of C.C.Catch» (3 CD)
- 2000 «The Remixes» (#29-Норвегія, #2-Німеччина, #2-Югославія)
- 2002 «In The Mix — '80 Hits»
- 2005 «Catch The Hits»
- 2005 «The 80'S Album»
- 2006 «Maxi Hit-Sensation — Nonstop DJ-Mix»
- 2007 «Ultimate C.C.Catch» (2 CD)
- 2011 «Is Catch of Heartbreak Hotel»

## Відеографія
DVD:
- 2005 «Catch The Hits — The Ultimate Collection» (CD + DVD)
- 2009 «Video Collection» (Угорщина)

Відеокліпи, які не ввійшли до офіційних збірок кліпів:
- 1998 «Megamix '98»
- 2004 «Silence»